# Elezioni presidenziali negli Stati Uniti d'America del 1880
Le elezioni presidenziali negli Stati Uniti d'America del 1880 si svolsero il 2 novembre e furono generalmente considerate come un referendum sulla riduzione dell'impegno dei Repubblicani nel processo di Ricostruzione negli Stati del Sud. Non vi erano argomenti pressanti in quel periodo eccetto i dazi: i Repubblicani sostenevano dazi più alti, mentre i Democratici sostenevano dazi più bassi.
Il presidente in carica Rutherford Hayes, repubblicano, non si ricandidò, tenendo fede ad una promessa fatta durante la campagna elettorale del 1876. Il Partito Repubblicano alla fine scelse un altro candidato proveniente dall'Ohio, James Garfield. Il Partito Democratico scelse un generale della guerra civile americana, Winfield Scott Hancock. Garfield vinse il voto popolare con un ridottissimo margine, meno di 2.000 voti, tuttavia fu eletto agevolmente dai grandi elettori, ottenendo 214 dei 369 voti elettorali degli Stati.
Il margine tra i due candidati principali nel voto popolare è il più piccolo nella storia degli Stati Uniti sia in termini assoluti sia in termini percentuali.

## Contesto

### Candidature

#### Candidatura del Partito Repubblicano
Se Hayes non cercò la rielezione, Ulysses S. Grant, già presidente tra il 1869 e il 1877, cercò apertamente di ottenere la candidatura per un terzo mandato. In vista della Convention repubblicana di Chicago egli era il candidato più in vista; i suoi avversari appoggiavano James Blaine del Maine e John Sherman dell'Ohio. James A. Garfield, che rappresentava la delegazione dell'Ohio, fece un importante discorso a favore di Sherman ma presto si trovò lui stesso tra quelli che avevano ricevuto voti dai delegati. Alla prima votazione Grant riuscì ad avere la maggioranza relativa dei voti (304 contro i 285 di Blaine e i 93 di Sherman). Dopo 35 infruttuose votazioni, i delegati di Blaine e Sherman fecero convergere il loro peso elettorale su Garfield. Alla 36ª votazione Garfield raccolse 399 voti dei delegati, battendo alla distanza Grant (che ne aveva 313), e ottenne così la candidatura. Chester Arthur fu successivamente scelto come candidato alla vicepresidenza, superando con grande margine Elihu Benjamin Washburne. La Convention è inoltre degna di nota poiché fu la prima nel quale i delegati diedero voti a un afroamericano, Blanche Kelso Bruce.

#### Candidatura del Partito Democratico
Alla Convention del Partito Democratico, svoltasi a Cincinnati, furono presentati molti nomi come potenziali candidati per le elezioni presidenziali. I due principali erano il generale della guerra civile Winfield Scott Hancock e il senatore del Delaware Thomas Francis Bayard, il quale però subì i contraccolpi della sua inimicizia con Samuel Tilden, il candidato nel 1876, che non volle ricandidarsi ma che aveva un gran numero di seguaci. Hancock fu nominato già al secondo scrutinio con 705 voti dei delegati. William Hayden English fu nominato come candidato alla vicepresidenza.

#### Candidatura del Greenback Labor Party
Insoddisfatto delle politiche economiche di entrambi i partiti, il Greenback Labor Party, una forza minore nelle elezioni del 1876, si ripresentò con James Baird Weaver come candidato alla presidenza e Benjamin Chambers alla vicepresidenza.

#### Candidatura dell'American Party
La sfiducia del movimento massonico portò alla creazione di un nuovo partito politico nativista, che riutilizzò il vecchio nome dell'American Party. L'ex generale della guerra civile John Wolcott Phelps, capo del movimento anti-massonico del Vermont, fu candidato come presidente.

### Campagna elettorale
I Democratici iniziarono attaccando la contestata elezione del 1876, mentre i Repubblicani ricordavano nuovamente la guerra civile, ma la propaganda si spostò presto verso i candidati. Garfield condusse una campagna elettorale come uomo industrioso e che si era fatto da sé. I Repubblicani evitarono attacchi diretti ad Hancock, il quale godeva di grande rispetto per il suo comportamento nella battaglia di Gettysburg, ma sostenevano che il generale avrebbe agito come un uomo di paglia dei corrotti Democratici, come quelli che provarono a diffamare Garfield con la "Morey Letter". I Democratici condussero la propria campagna sulla corruzione dei Repubblicani, attaccando Garfield e soprattutto il suo candidato vicepresidente Arthur.
La fine degli effetti del panico del 1873, insieme ad una campagna ben finanziata e condotta, diedero il vantaggio vincente a Garfield.

### Voto della Georgia
Secondo l'Articolo II, Sezione 1, disposizione 4 della Costituzione Americana, “Il Congresso può determinare il Tempo per convocare gli Elettori, e il Giorno nel quale essi possono esprimere i loro Voti; questo Giorno deve essere lo stesso per tutti gli Stati Uniti.” 
Nel 1792 il Congresso stabilì la data per votare per il Collegio Elettorale nel primo mercoledì di dicembre, ed era ancora fissata per quel giorno nel 1880, quando capitava il 1º dicembre. Tuttavia, gli elettori della Georgia non votarono il 1º dicembre ma il mercoledì successivo, l'8 dicembre. Il Congresso scelse di ammettere il voto della Georgia nel conteggio ufficiale, ma si può sostenere che il voto elettorale della Georgia fosse costituzionalmente non valido, e perciò il voto elettorale di Hancock dovrebbe essere 144, invece di 155.

## Risultati
| Candidati                   | Candidati                   | Partiti                | Voti      | %     | Delegati |
| Presidente                  | Vicepresidente              | Partiti                | Voti      | %     | Delegati |
| --------------------------- | --------------------------- | ---------------------- | --------- | ----- | -------- |
| James A. Garfield (OH)      | Chester A. Arthur (NY)      | Partito Repubblicano   | 4 446 158 | 48,27 | 214      |
| Winfield Scott Hancock (PA) | William Hayden English (IN) | Partito Democratico    | 4 444 260 | 48,25 | 155      |
| James Weaver (IA)           | Benjamin J. Chambers (TX)   | Greenback Labor        | 305 997   | 3,32  | –        |
| Neal Dow (ME)               | Henry Adams Thompson (OH)   | Partito Proibizionista | 10 305    | 0,11  | –        |
| Altri candidati             | -                           | -                      | 4 331     | 0,05  | –        |
| Totale                      | Totale                      | Totale                 | 9 210 420 | 100   | 369      |

- Fonti: voto popolare: Risultati elezioni presidenziali del 1880; voto elettorale: Risultati elettorali dei collegi dal 1789 al 1996